# Léon Algazi
Léon Algazi (né le 6 février 1890 à Iepurești, royaume de Roumanie - 28 février 1971 à Paris) est un compositeur et musicologue français d'origine roumaine. 

## Biographie
Léon Yehuda Algazi est né le 6 février 1890 à Iepurești en Roumanie, fils d'Eliaquim Algazi et Visa Danon Tuvim, et frère de Berthe Algazi, Sophie Algazi et Pauline Algazi.  
À 11 ans, Léon donne des leçons à des enfants plus jeunes car sa famille, très pauvre, a dû émigrer à Bucarest. Son père, directeur d’un Théâtre itinérant, devient épicier mais finit par faire faillite en faisant crédit aux malheureux paysans roumains.
Il étudie au lycée de Bucarest. Il y est chef de chœur. 
En 1905, il va à Jérusalem, fait une partie du voyage à dos d’âne, pour y retrouver un oncle de sa mère dénommé Touvim et chef de la communauté sefardi de Jérusalem. Il y fait des études rabbiniques pendant un an et demi.
Il vient ensuite en France à l’âge de 18 ans pour étudier au Séminaire israélite de France, 9 rue Vauquelin, à Paris. Il y reste de 1908 à 1914 et y obtient son diplôme avec la mention bien, le 16 février 1922, signé par le Grand-rabbin Israël Lévi et le rabbin Jules Bauer, Directeur de l’École Rabbinique.
Durant la Première Guerre mondiale, il est engagé volontaire et un certificat de l’hôpital militaire atteste sa présence du 4 août 1914 à novembre 1915.
Léon Algazi retourne en Roumanie souhaitant devenir rabbin, mais le Grand Rabbin de Bucarest voit en lui un concurrent. 
Il fonde alors le 10 juin 1920 le quotidien « Luptätorul » (Le Lutteur), journal socialiste de tendance humaniste et jaurèssienne dont il est le rédacteur en chef, et subventionné par le banquier Artistide Blank. Le journal est mal accepté par le gouvernement qui, après plus d’un an, finit par l’interdire.
Il part alors pour Vienne en Autriche, en 1922, poursuivre une carrière musicale. Il étudie la musique avec Arnold Schonberg brièvement et surtout avec Hans Eisler. Il devient alors chef d’orchestre du Théâtre Juif de Vienne. La crise économique entraine la faillite du théâtre si bien qu’il se rend à Paris en 1924 où il va habiter rue Popincourt puis au 59 rue Lamarck, dans le 18e arrondissement de Paris.
Il fait la connaissance d'Alice de Koenigswarter, épouse de Fernand Halphen, Prix de Rome. Elle le soutient durant toute sa carrière, lui fait rencontrer André Gélade. Ce professeur l’accepte dans sa classe de composition au Conservatoire National de Musique et d’Art Dramatique de Paris. À la mort de ce maître, il travaille encore avec Raoul Laparra et Charles Koechlin.
En 1925, à Paris, il fait ses débuts musicaux avec deux opéras-minute : « Le Veuilleur » et « La Mur Occidental » au Théâtre Femina.
En 1928, il écrit la musique de scène du Dibbouk, mise en scène de Gaston Baty, et en 1930 celle de « Joe et Compagnie », mise en scène de Georges Pitoeff.
En 1929, il crée pour la radio, au Poste Parisien, l’émission « La Voix d’Israël » qu’il animera jusqu’à la guerre de 39-45, et qu’il reprendra après l’occupation allemande à la Libération. Elle prendra, quelques années plus tard le nom de « Écoute Israël », en raison de la naissance de l’État d’Israël et de son émission nationale, pour éviter toute confusion. Il animera jusqu’en 1971, année de sa mort, à la fois la partie musicale de cette émission religieuse, et la partie spirituelle sous la forme des causeries « d’un simple fidèle ».
Il devient fonctionnaire du Consistoire central israélite de France, puis, appuyé par la compositeur Darius Milhaud, chef des chœurs de la grande Synagogue de le rue de la Victoire à Paris, et Chef de la Musique des Temples Consistoriaux.
En 1933, Il fonde la Chorale Mizmor et y fait la connaissance de Tatiana Kaganoff, qu’il épouse le 11 août 1933. Ils ont un fils Jacques Eliaquim Joseph Algazi né le 25 septembre 1934 et une fille, Irène Vida Fradé Algazi, née le 6 octobre 1938. Les jeunes mariés sont naturalisés français le 21 août 1937.
Ses publications musicologiques, ses conférences, les concerts qu’il dirige le font remarquer. En 1936, il est nommé professeur d’histoire et de théorie de la musique hébraïque à la Schola Cantorum (Directeur : Nestor Lejeune), ainsi que professeur de la musique liturgique à l’École Rabbinique
En 1939, l’occupation allemande le fait se replier à Bordeaux, pendant que sa femme et ses enfants gagnent Fougères. Il revient à Paris en 1940 mais les premières arrestations de notables juifs obligent Léon Algazi à se réfugier à Lyon. Sa famille reste au 60 rue Claude-Bernard, Paris 5e car les Allemands n’arrêtent pas encore les femmes et les enfants.
En 1941, la famille est heureusement réunie à Lyon , en zone libre, pour près de deux ans au 284 rue Vendôme. Tout près de la rue Vauban où se trouve « le Bureau d’Études Juives ». C’est une fondation de résistance qui emploie à des travaux adéquats une trentaine d’intellectuels juifs que les lois de Vichy excluaient de leur activité professionnelle. Pendant cette période également, Léon Algazi participe à la rédaction et à la diffusion de « Témoignage Chrétien » journal clandestin du R.P Pierre Chaillet.
La famille quitte Lyon pour Allevard-les-Bains puis à franchir la frontière suisse, grâce au dévouement de résistants français des Jeunesses Ouvrières Chrétiennes. Lors de ce passage clandestin très dramatique, le 9 août 1943, la résistante Rolande Birgy  est blessée mais relâchée par les militaires italiens. Grâce, encore, au soutien moral et matériel d’amis helvétiques, Jean et Bluette Nordman, qui ont versé une caution, Léon Algazi et sa famille peuvent demeurer sur le territoire suisse. Il s’établit à Fribourg, dans une pension de famille tenue par des religieuses franciscaines. Léon Algazi fera des conférences sur la musique et la spiritualité juives dans différentes villes de Suisse. Il y tiendra jusqu’en 1945 l’harmonium de la congrégation.
De retour à Paris en 1945, Léon Algazi écrit dans l’hebdomadaire « La Marseillaise », puis dans le quotidien « Le Franc-Tireur », issu de la résistance et dont le rédacteur en chef est Georges Altman. Il reste critique musical de cette publication lorsque le journal devient « Paris-Jour » entre les mains de Cino Del Duca.
Il reprend toutes activités qu’il occupait avant guerre. Il devient aussi Président Syndical National des Chefs d’Orchestre pour la musique religieuse et siège au Ministère de la Culture pour répartir les subventions aux ensembles de musique.
Il dirige seul, en l’absence de Vladimir Dyck mort en déportation, la collection d’édition musicale Mizmor chez Salabert.
Dans le cadre de la musicologie, il collabore à la « Revue Internationale de Musique », « l’Encyclopédie Musicale Larousse », l’ «Encyclopédie des musiques sacrées », « Musique Russe » aux Presses universitaires de France et « l’Histoire de la Musique » de l’Encyclopédie de la Pléiade.
Il écrit la musique de scène de « Maître après Dieu » pour la Compagnie Jean Mercure au Théâtre Verlaine et à la Gaité Montparnasse en 1948. Il compose un « Service Sacré » dont il va diriger la première audition à New York au Temple Emmanu-el en 1952.
Un des moments les plus importants pour lui est la commande d’une musique de scène pour l’Athalie de Jean Racine créé à la Comédie Française mis en scène par Maurice Escande et sous la baguette d’André Jolivet en 1968.
Il compose en 1931 la musique du film « David Golder » de Julien Duvivier.
Dès la libération Léon Algazi participe activement à l’édification de l’Amitié judéo-chrétienne dont Jules Isaac fut l’inspiration et le poète Edmond Fleg, le président après guerre. Lui-même en est un des vice-présidents.
Un autre moment fort de la vie de Léon Algazi est la mise en œuvre du premier Congrès International de Musique Juive à partir de 1957.
Il est également l’initiateur actif, dans le cadre du Congrès Juif Mondial » du premier Colloque des Intellectuels juifs de Langue Française.
À partir de 1959 il quitte le 60 rue Claude Bernard et habite au 23 boulevard de Montmorency, Paris 16ème. Il y écrit de nombreuses musiques pour la synagogue et projette d’écrire un opéra « Yuval » dont il a déjà établi le livret, mais il n’en n’aura pas le temps.
Il s’éteint le 1er mars 1971, ayant continué à mener toutes ses activités mais assurant sa succession, autant comme chef des chœurs avec Maurice Benhamou, que comme Directeur de l’émission « Écoute Israël » avec Victor Malka. Il est emporté par une rupture d’anévrisme de l’aorte tout en préparant une émission radiophonique sur Paul Claudel qui aurait dû avoir lieu le dimanche.
Sa veuve Tatiana Kaganoff déménage au 41 rue de l’Église puis au 45 avenue de Villiers, Paris 17ème, retrouvant le quartier de la Plaine Monceau où elle avait habité avec son mari et son fils au 28 rue Cardinet. Elle y habite jusqu’à son décès le 31 janvier 1990, ayant vu naître ses deux petites-filles Nathalie Algazi le 9 décembre 1978 et Béatrice Algazi le 14 mars 1981.